# Война Вас
Война Вас (словен. Vojna vas) — поселення в общині Чрномель, Південно-Східна Словенія, Словенія. Висота над рівнем моря: 163,2 м.